# Borðoy
Borðoy (Bordoy) este o insulă  situată în nord-estul Insulelor Feroe. Pe insulă se află 8 așezări Klaksvik (al doilea oraș ca populație din arhipelag), Norðoyri, Ánir, Árnafjørður, Strond, Norðtoftir, Depil și Norðdepil. Pe insulă se află și 3 așezări abandonate: Skálatoftir, Múli și Fossá, toate localizate în partea de nord. 

## Munți
Insula cuprinde următorii munți:
- Lokki	(alt. 755 m)
- Háfjall	(alt. 647 m)
- Borðoyarnes (alt. 392 m)
- Depilsknúkur (alt. 680 m)
- Hálgafelli (alt. 503 m)